# 陈统爱
陈统爱（1932年10月28日—），男，广东普宁人，中华人民共和国林学家，中国林业科学研究院院长。

## 生平
陈统爱生于普宁县斗文村一个普通华侨农家。1952年，高校院系调整，急需大批人才，陈统爱高中未毕业就被分配到东北农学院（今东北林业大学）森林系木材采运机械化专业学习。1955年被调到苏联专家任教的林业经济研究班。在2年的学习中，他学习了资本论、林业经济学、林业企业组织与计划等课程，毕业论文《双子河森工局经济活动分析》成绩优异。1957年10月，陈统爱被分配到森林工业研究所经济研究组工作。该组1958年改成中国林业科学研究院直属的林业经济研究室。其间，陈统爱参加了“森林更新经济问题”、“人民公社的林业经济问题”的调查研究。1960年组建林业经济研究所时，陈统爱被指定担任采运经济研究组组长，于1961年春在伊春林区双子河森工局蹲点研究。并加入中国共产党。经过一年半工作，他主持的“伐区作业综合小工队”成果于1962年夏在东北地区及内蒙古广泛应用，经济效益显著。1963年，陈统爱晋升助理研究员。1964年春，任研究室副主任。同年10月，被抽调到内蒙古大兴安岭林区参加社会主义教育运动。1969年到五七干校劳动，1971年下放江西，被迫中断研究工作。
1974年，邓小平主持中央工作后，在一些老领导帮助下，他被借调到农林部林业局林产工业处主管木片生产。1978年春，正式调入农林部。同年夏，随领导因公出差到黑龙江省伊春，因劳累患急性肾炎，送回北京治疗。1981年，处在半休状态的陈统爱被调到林业部经济研究所任负责人。不久，因长期治疗肾炎服用激素，他被诊断为双侧股骨缺血性坏死，1983年接受移骨手术，卧床2年。1986年至1988年，任中国林业科学研究院副院长、院分党组成员。1992年10月至1996年2月，任中国林业科学研究院院长、院分党组书记。1996年春，刚卸任的陈统爱被林业部指定担任全国山区综合开发专家咨询组组长。